# Hellbound (альбом Warlock)
Hellbound (рус. «Порождение ада») — второй студийный альбом западногерманской рок-группы Warlock, выпущенный 29 мая 1985 года звукозаписывающим лейблом Vertigo Records.
Альбом занял 53-е место в хит-параде Германии.

## Список композиций
1. «Hellbound» (Пеш, Риттель, Старосте, Эурих, Сзигети, Граф) — 3:34
2. «All Night» (Пеш, Риттель, Старосте, Эурих, Сзигети, Ральф Рене Мауе, Граф) — 4:02
3. «Earthshaker Rock» (Пеш, Риттель, Старосте, Эурих, Сзигети, Граф) — 3:20
4. «Wrathchild» (Пеш, Риттель, Старосте, Эурих, Сзигети, Граф) — 3:40
5. «Down and Out» (Пеш, Риттель, Эурих, Сзигети, Граф) — 4:20
6. «Out of Control» (Пеш, Риттель, Старосте, Эурих, Сзигети, Мауе, Граф) — 4:40
7. «Time to Die» (Пеш, Риттель, Старосте, Эурих, Сзигети, Граф) — 4:28
8. «Shout It Out» (Пеш, Риттель, Старосте, Эурих, Сзигети, Граф) — 4:25
9. «Catch My Heart» (Пеш, Риттель, Эурих, Сзигети, Мауе, Граф) — 4:30

## Участники записи

### Члены группы
- Доро Пеш — вокал
- Петер Сзигети — гитары
- Руди Граф — гитары
- Франк Риттель — бас
- Михаэль Эурих — ударные

### Технический персонал
Запись музыки — «Country Lane Studios», Мюнхен, февраль—апрель 1985
- Генри Старосте — музыкальный продюсер
- Генри Старосте, Райнер Ассман — звукорежиссёры